# Lądowisko Szepietowo
Lądowisko Szepietowo – lądowisko śmigłowcowe w Szepietowie, w województwie podlaskim, położone przy ulicy Przemysłowej 2. Przeznaczone jest do wykonywania startów i lądowań śmigłowców do 19 m, zarówno w dzień jak i w nocy, o dopuszczalnej masie startowej do 5700 kg. Oficjalne otwarcie nastąpiło 11 maja 2010. 
Zarządzającym lądowiskiem jest Agencja Rezerw Materiałowych z siedzibą w Warszawie, ul. Nowy Świat 6/12 Składnica Szepietowo. Otwarte zostało w roku 2012 i jest wpisane do ewidencji lądowisk Urzędu Lotnictwa Cywilnego pod numerem 166

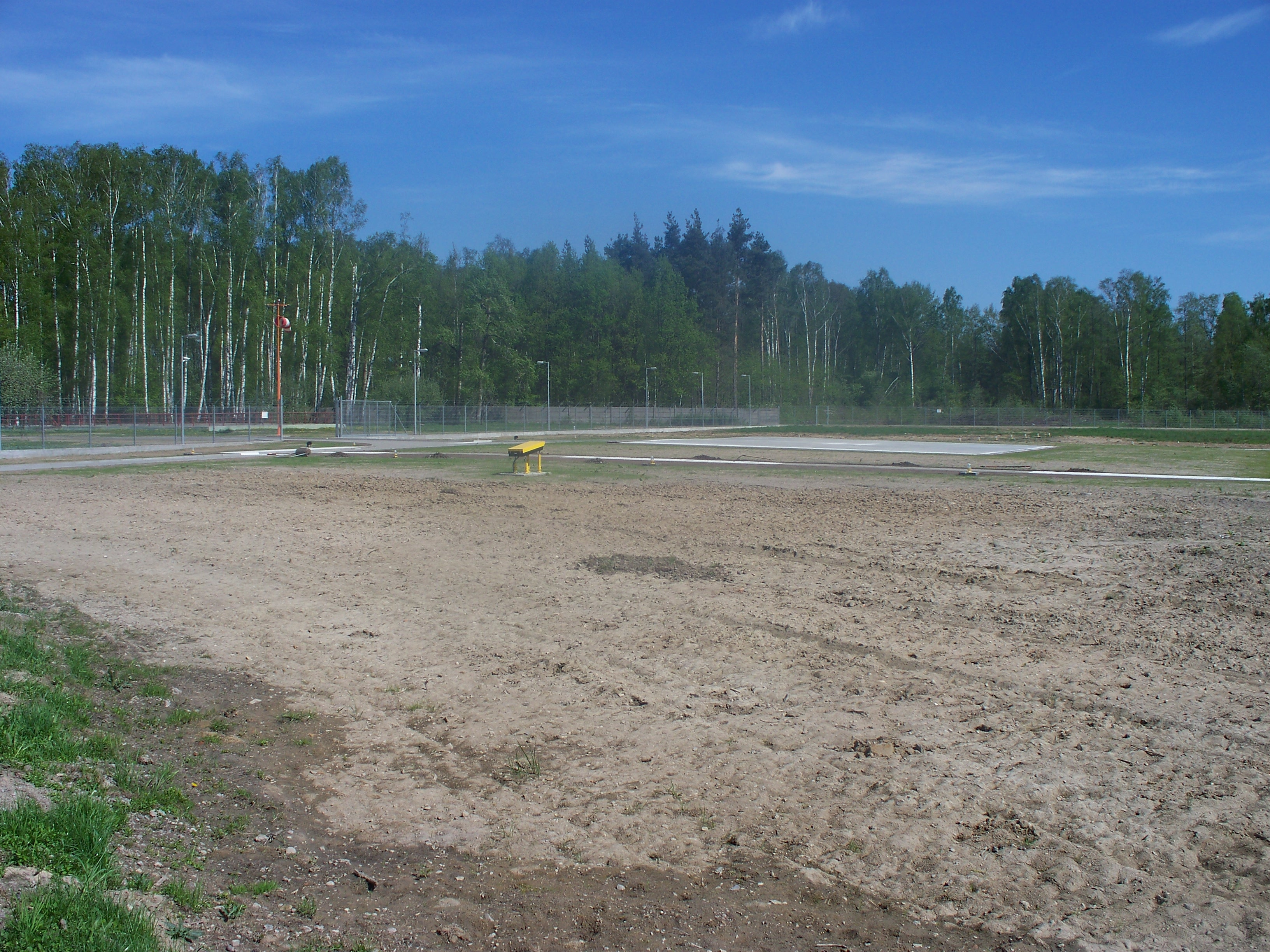
Fragment lądowiska